# 1950-es évek
Évszázadok: 19. század · 20. század · 21. század
Évtizedek: 1900-as évek · 1910-es évek · 1920-as évek · 1930-as évek · 1940-es évek · 1950-es évek · 1960-as évek · 1970-es évek · 1980-as évek · 1990-es évek · 2000-es évek
Évek: 1950 · 1951 · 1952 · 1953 · 1954 · 1955 · 1956 · 1957 · 1958 · 1959

## Események
- 1950: Robert Schuman francia külügyminiszter meghirdeti a Schuman-tervet az európai integráció konkrét lépéseiről.
- 1950: kitör a háború Észak-Korea és Dél-Korea között.
- 1950: Kína annektálja Tibetet.
- 1950: Joseph McCarthy szenátor vezetésével kommunistaüldözés kezdődik az Egyesült Államokban, mely egészen 1954-ig tart.
- 1952: megalakul az Európai Szén- és Acélközösség, az ESZAK (más néven a Montánunió).
- 1952: az Egyesült Államok felrobbantja az első hidrogénbombát a csendes-óceáni Bikini-atollon.
- 1953: Joszif Sztálin halála, hatalmi harcok kezdődnek a Szovjetunióban.
- 1953: a panmindzsoni fegyverszünettel véget ér a koreai háború.
- 1953: Hugh Hefner kiadja a Playboy első számát Marilyn Monroe-val a címoldalon.
- 1953: Edmund Hillary és Tendzing Norgaj megmásszák a Mount Everestet.
- 1954: a Việt Minh csapatai legyőzik a franciákat a Điện Biên Phủ-i csatában.
- 1954: a genfi konferencia véget vet az első indokínai háborúnak, Vietnámot kettéosztják.
- 1955: Nyugat-Németországot felveszik a NATO-ba.
- 1955: a bandungi konferencián megalakul az el nem kötelezett országok mozgalma.
- 1955: megalakul a Varsói Szerződés.
- 1955: Rosa Parks letartóztatása, majd a montgomery-i busz bojkottal kezdetét veszi az afroamerikai polgárjogi küzdelem.
- 1955: megindul Japán gazdasági szárnyalása, a "japán csoda".
- 1956: az SZKP XX. kongresszusán napvilágra kerülnek a sztálini rendszer bűnei, enyhülés kezdődik a Szovjetunióban, felszámolják a Gulag-rendszert.
- 1956: felkelések törnek ki Lengyelországban és Magyarországon.
- 1956: A Magyar forradalom (1956.10.22. - 1956.11.12.)
- 1956: a Szuezi-csatorna államosítása után kitör a szuezi válság.
- 1956: Elvis Presley: Magyarországnak írt dala a rádióban.
- 1957: a római szerződés aláírása után megalakul az Európai Gazdasági Közösség, a "Közös Piac".
- 1957: a szovjetek fellövik az első mesterséges holdat, a Szputnyik–1-et, az űrkorszak kezdete.
- 1957: a szovjetek a Szputnyik–2 fedélzetén fellövik az űrbe az első élőlényt Lajka kutyát.
- 1958: az amerikaiak létrehozzák a NASA-t, s fellövik az Explorer–1 műholdat, megkezdődik az űrverseny.
- 1958: Mao Ce-tung meghirdeti a Nagy ugrás programját Kína gazdasági fejlesztéséről, mely katasztrófába torkollik.
- 1959: a kubai forradalom során Fidel Castro kerül hatalomra.
- 1959: Hruscsov látogatása az Egyesült Államokban, meghirdeti a „békés egymás mellett élés” doktrínáját.

## A világ vezetői
- Albánia: Enver Hoxha főtitkár
- Amerikai Egyesült Államok: Harry S. Truman elnök (1953-ig), Dwight D. Eisenhower elnök (1953-tól)
- Argentína: Juan Domingo Perón elnök (1955-ig)
- Csehszlovákia: Antonín Novotný főtitkár (1953-tól)
- Dél-Korea: Li Szin Man elnök (1960-ig), Pak Csong Hi elnök (1963-tól)
- Egyesült Királyság: VI. György király (1952-ig), II. Erzsébet királynő (1952-től), Clement Attlee miniszterelnök (1951-ig), Winston Churchill miniszterelnök (1951-1955), Anthony Eden miniszterelnök (1955-1957), Harold Macmillan miniszterelnök (1957-től)
- Egyiptom: Fárúk király (1952-ig), II. Fuád király (1952-1953), Gamal Abden-Nasszer elnök (1954-től)
- Etiópia: Hailé Szelasszié császár
- Észak-Korea: Kim Ir Szen elnök
- Franciaország: Vincent Auriol elnök (1954-ig), Charles de Gaulle elnök (1959-től)
- Ghána: Kwame Nkrumah miniszterelnök (1957-től)
- Haiti: François Duvalier "Papa Doc" elnök (1957-től)
- India: Dzsaváharlál Nehru miniszterelnök
- Indonézia: Sukarno elnök
- Irán: Mohammad Reza Pahlavi sah
- Izrael: Dávid Ben-Gúrión miniszterelnök (1954-ig, 1955-től)
- Japán: Hirohito császár, Josida Sigeru miniszterelnök (1954-ig)
- Jugoszlávia: Joszip Broz Tito elnök
- Kína: Mao Ce-tung pártelnök, Liu Shaoqi elnök (1959-től), Zhou Enlai miniszterelnök
- Kínai Köztársaság: Csang Kaj-sek elnök
- Kuba: Fulgencio Batista elnök (1952-1959), Fidel Castro elnök (1959-től)
- Lengyelország: Władysław Gomułka főtitkár (1956-tól)
- Magyarország: Rákosi Mátyás főtitkár (1956-ig), Nagy Imre miniszterelnök (1953-1955, 1956), Hegedüs András miniszterelnök (1956), Kádár János (1956-tól)
- Németország (Nyugat-Németország, NSZK): Konrad Adenauer kancellár
- Olaszország: Alcide De Gasperi miniszterelnök (1953-ig)
- Paraguay: Alfredo Stroessner elnök (1954-től)
- Portugália: António de Oliveira Salazar miniszterelnök
- Románia: Petru Groza miniszterelnök (1952-ig), Gheorghe Gheorghiu-Dej főtitkár (1952-től)
- Spanyolország: Francisco Franco caudillo
- Szovjetunió: Joszif Sztálin főtitkár (1953-ig), Nyikita Hruscsov főtitkár (1953-tól)
- Vatikán: XII. Piusz pápa (1958-ig), XXIII. János pápa (1958-tól)
- Vietnám: Ho Si Minh elnök

## A filmművészetben
- Rossellini: Ferenc, Isten lantosa
- Buñuel: Elhagyottak
- Kuroszava: Véres trón
- De Sica: A sorompók lezárulnak
- Bergman: A nap vége, Hetedik pecsét
- Mizogucsi: Szansó tiszttartó
- Ozu: Tokiói történet
- Bresson: Egy falusi plébános naplója
- Resnais: Szerelmem, Hirosima
- Truffaut: Négyszáz csapás
- Ray: Apu trilógia
- Wajda: Pokol és mennyország
- Fellini: Cabiria éjszakái